# Rymdens demoner
Rymdens demoner (originaltitel: Hell's Angels, "Helvetets änglar") är en amerikansk film från 1930 i regi av Howard Hughes. Filmen utspelar sig under första världskrigets luftstrider och följer fältflygare ur den kungliga brittiska flygkåren i deras kamp mot det tyska kejsarrikets flygtrupper. 

## Handling
Filmen handlar om de två bröderna Monte och Ray som lämnar universitetslivet i Oxford när första världskriget bryter ut, för att ansluta sig till Royal Flying Corps. Båda bröderna anmäler sig frivilligt till extremt farliga stridsflygningar.

## Om filmen
Filmen tog tre år att producera eftersom när filmen var klar 1929 fanns möjligheten att göra ljudfilm, och Howard Hughes bestämde att filmen borde ha ljud. Stora delar av filmen fick spelas in på nytt och den släpptes först 1930. Frank Clarke som var den stora stuntpiloten ansvarade för ett mindre flygvapen vid inspelningen av filmen; man använde mer än 50 flygplan från första världskriget och över 100 piloter var engagerade vid filmandet av luftscenerna. Ett flertal haverier inträffade och tre stuntpiloter omkom under inspelningen.
Produktionen blev kostsam, filmen kostade 3,9 miljoner dollar. Filmen nominerades till en Academy Award för bästa foto, men priset gick till Joseph T. Rucker och Willard Van der Veer, för With Byrd at the South Pole.

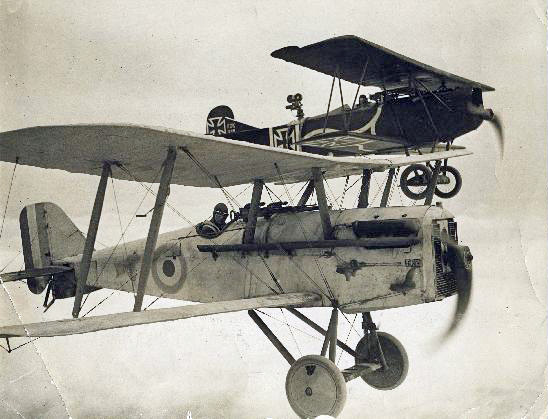
"Bakom-kulisserna"-foto från inspelningen av en flygscen. Notera kameran ovanpå det bakre planet.
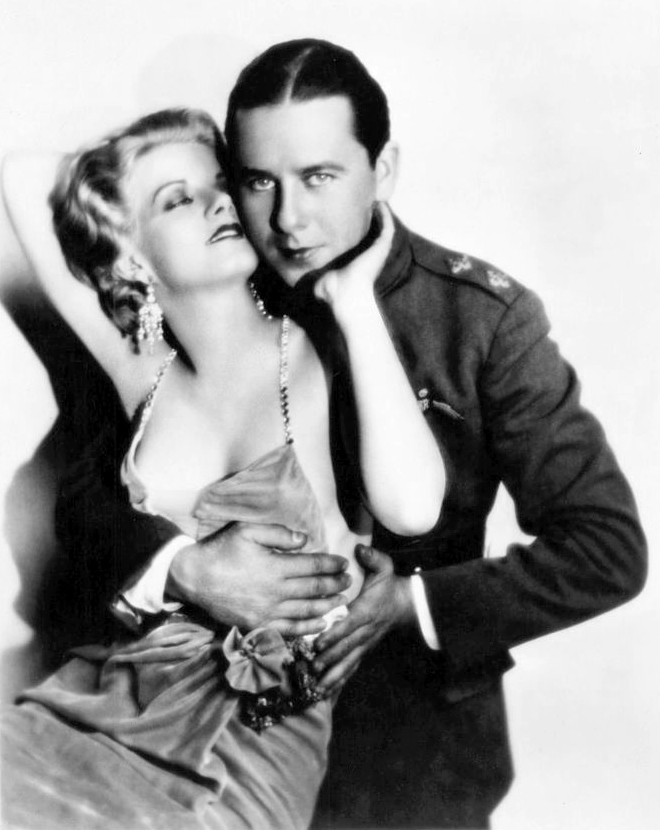
Marknadsförande bild på Jean Harlow och Ben Lyon(en).
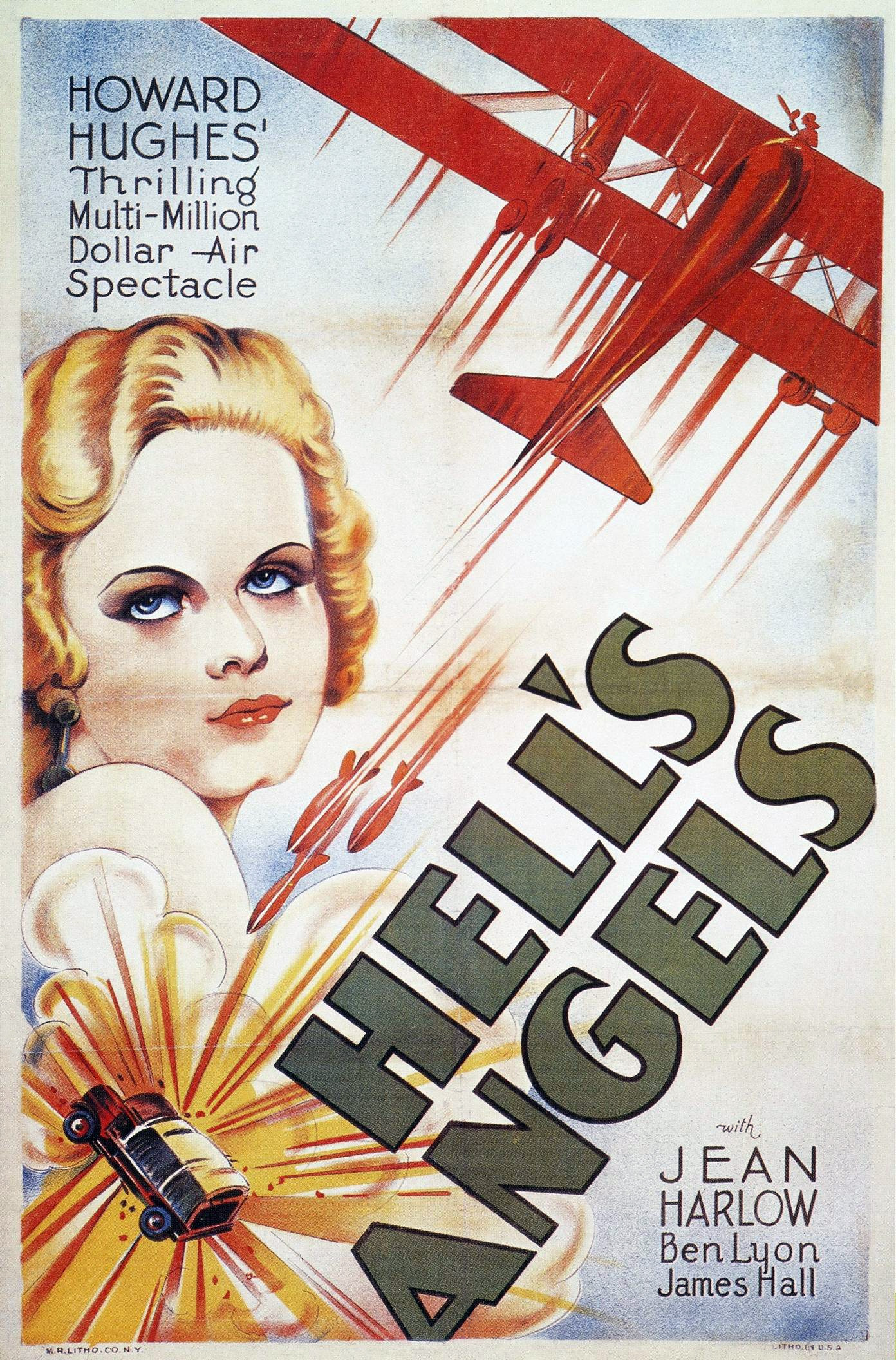
Amerikansk affisch för filmen.
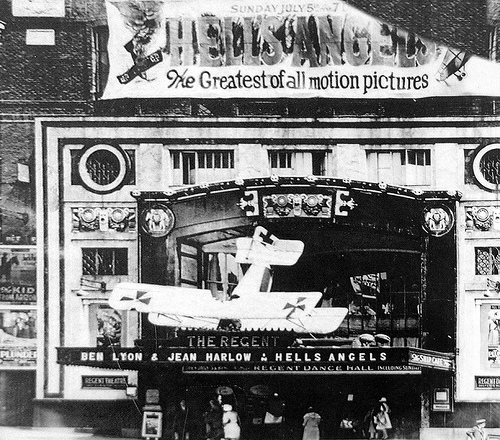
Fasaden till forna 'Regent Cinema' i Brighton, Storbritannien, under spelning av filmen.

## Eftermäle
Filmen The Aviator, som är en biografi om Howard Hughes, handlar bland annat om produktionen av Rymdens demoner.

## Rollista (urval)
- Ben Lyon - Monte Rutledge
- James Hall - Roy Rutledge
- Jean Harlow - Helen
- John Darrow - Karl Armstedt
- Lucien Prival - Baron Von Kranz
- Frank Clarke - Lt. von Bruen
- Roy Wilson - Baldy Maloney
- Douglas Gilmore - Capt. Redfield
- Jane Winton - Baroness Von Kranz
- Evelyn Hall - Lady Randolph
- William B. Davidson - Staff Major
- Wyndham Standing - RFC Squadron Commander
- Lena Melana - Gretchen, a Waitress
- Marian Marsh - Girl Selling Kisses
- Carl von Haartman - Zeppelin Commander